# نغوين شوان نام
نغوين شوان نام (بالفيتنامية: Nguyễn Xuân Nam)‏ هو لاعب كرة قدم فيتنامي في مركز الهجوم، ولد في 18 يناير 1994 في هاي دونج ‏ في فيتنام. شارك مع منتخب فيتنام تحت 16 سنة لكرة القدم ومنتخب فيتنام تحت 20 سنة لكرة القدم. أما مع النوادي، فقد لعب مع نادي هانوي.

## وصلات خارجية
- نغوين شوان نام على موقع قاعدة بيانات كرة القدم.إي يو (الإنجليزية)
- نغوين شوان نام على موقع Soccerway.com (الإنجليزية)